# توسر
توسر (به لاتین: Tusor) یک منطقهٔ مسکونی در مالزی است که در ساراواک واقع شده‌است.

## خصوصیات
توسر ۸۸ متر بالاتر از سطح دریا واقع شده‌است.